# Ludwig Dupal
Ludwig Dupal, ismert Louis Dupal, Ladislav Dupal és Ludwick Dupal neveken is (Duban, 1913. április 17. – ?) cseh labdarúgó, csatár, edző.

## Pályafutása

### Játékosként
Hazájában a Bata Zlin csapatában játszott. 1946-tól francia együttesekben szerepelt. 1946–47-ben a Sochaux, 1947 és 1949 között az RC Besançon labdarúgója volt.

### Edzőként
1947 és 1949 között játékos-edző volt az RC Besançon csapatánál. 1949–50-ben a svájci Urania Genève, 1950 és 1953 között az RC Lens, 1953 és 1956 között az AS Monaco, 1956 és 1959 között az FC Nantes, 1960 és 1962 között a Sochaux, 1962 és 1965 között az US Forbach, 1965 és 1967 között a belga Club Brugge KV, 1967–68-ban az RFC de Liège, 1969–70-ben a tunézaiai Club Sportif de Hammam-Lif vezetőedzőjeként dolgozott.